# 广州市第四十六中学
广州市第四十六中学，位于广州市越秀区蛔龍路4号之二，1963年创立。2013年9月为广州市越秀区三中明德实验学校，2014年9月为广州市第十中学南校区。

## 校史
1963年，在广州市北郊嘉禾鹤边村煤矿旧址开办“广州市第四十六中学”。
1975年，学校划归给越秀区教育局管辖。1979年，文化大革命结束后，学校由鹤边迁到市区内原广州市越秀区蛔龍路小学校址内。1981年，广州市第五十一中学与广州市第七十四中学撤销，学生与教师全部并入四十六中。2003年，四十六中学合并于广州市第十中学，成为十中南校区（高中部）。